# Nati nel 1881

## Gennaio(69)
- 1º gennaio - George Latham, allenatore di calcio e calciatore gallese († 1939)
- 1º gennaio - Davide Marotti, scacchista italiano († 1940)
- 1º gennaio - Shuja ul-Mulk, principe indiano († 1936)
- 1º gennaio - Vajiravudh, sovrano siamese († 1925)
- 2 gennaio - Frederick Varley, pittore canadese († 1969)
- 4 gennaio - Georgij Andreevič Baklanov, baritono lettone († 1938)
- 4 gennaio - Wilhelm Lehmbruck, scultore e pittore tedesco († 1919)
- 4 gennaio - Gaetano Merola, direttore d'orchestra e pianista italiano († 1953)
- 4 gennaio - Patrick Ryan, martellista statunitense († 1964)
- 5 gennaio - Élie Bourgois, ginnasta francese († 1946)
- 5 gennaio - Pablo Gargallo, scultore spagnolo († 1934)
- 5 gennaio - David Hammond, pallanuotista e nuotatore statunitense († 1940)
- 5 gennaio - Giovanni Vecchi, generale italiano
- 5 gennaio - Paul Arnold Walty, calciatore svizzero († 1969)
- 6 gennaio - Ion Minulescu, scrittore, poeta e drammaturgo rumeno († 1944)
- 7 gennaio - Arnoldo Frigessi di Rattalma, dirigente d'azienda italiano († 1950)
- 8 gennaio - Ferdinando Rocco, magistrato italiano († 1967)
- 8 gennaio - Maria Sagrario di San Luigi Gonzaga, beata spagnola († 1936)
- 8 gennaio - Henrik Shipstead, politico statunitense († 1960)
- 9 gennaio - Lascelles Abercrombie, poeta, scrittore e critico letterario inglese († 1938)
- 9 gennaio - Edouard Beaupré, canadese († 1904)
- 9 gennaio - Otto Hunte, scenografo e costumista tedesco († 1960)
- 9 gennaio - Giovanni Papini, scrittore, poeta e saggista italiano († 1956)
- 10 gennaio - Marius Royet, calciatore francese († 1915)
- 10 gennaio - Hanns Sachs, psicoanalista tedesco († 1947)
- 11 gennaio - Ignatij Ignat'evič Nivinskij, pittore, grafico e scenografo russo († 1933)
- 12 gennaio - Mary Gawthorpe, insegnante e attivista britannica († 1973)
- 13 gennaio - Martin Holt, schermidore britannico († 1956)
- 13 gennaio - Cesare Maggi, pittore italiano († 1961)
- 13 gennaio - Wilhelm Worringer, storico dell'arte tedesco († 1965)
- 14 gennaio - Domenico Cento, militare italiano († 1933)
- 14 gennaio - Vladimir Vlasenko, calciatore russo
- 15 gennaio - Michel Abonnel, pittore francese († 1915)
- 15 gennaio - Pierre Monatte, sindacalista francese († 1960)
- 16 gennaio - Febo Mari, attore, sceneggiatore e regista italiano († 1939)
- 16 gennaio - Ugo Monneret de Villard, ingegnere, archeologo e orientalista italiano († 1954)
- 17 gennaio - William Ewart Napier, scacchista statunitense († 1952)
- 17 gennaio - Harry Price, parapsicologo britannico († 1948)
- 17 gennaio - Alfred Reginald Radcliffe-Brown, antropologo inglese († 1955)
- 18 gennaio - Antonio Aliotta, filosofo italiano († 1964)
- 18 gennaio - Gaston Gallimard, editore francese († 1975)
- 18 gennaio - Albino González y Menéndez Reigada, vescovo cattolico spagnolo († 1958)
- 20 gennaio - Leon Campbell, astronomo statunitense († 1951)
- 21 gennaio - Ernst Fast, maratoneta svedese († 1959)
- 21 gennaio - Fritz Freisler, regista e sceneggiatore austriaco († 1955)
- 21 gennaio - André Godard, archeologo, architetto e storico dell'arte francese († 1965)
- 21 gennaio - Ivan Ribar, politico jugoslavo († 1968)
- 22 gennaio - Raimondo Van Riel, attore e truccatore italiano († 1962)
- 23 gennaio - Luisa Casati, nobildonna e collezionista d'arte italiana († 1957)
- 24 gennaio - Elsa Wagner, attrice tedesca († 1975)
- 25 gennaio - Emil Ludwig, scrittore e giornalista tedesco († 1948)
- 26 gennaio - Paul E. Burns, attore statunitense († 1967)
- 26 gennaio - Alfons Paquet, drammaturgo, scrittore e giornalista tedesco († 1944)
- 27 gennaio - Piero Pirelli, imprenditore italiano († 1956)
- 27 gennaio - Sveinn Björnsson, politico islandese († 1952)
- 27 gennaio - Maurice Taillandier, schermidore francese († 1932)
- 28 gennaio - Siegfried Jacobsohn, scrittore e critico teatrale tedesco († 1926)
- 28 gennaio - Charles Willy Kayser, attore e regista tedesco († 1942)
- 28 gennaio - Cesare Teofilato, storico, bibliotecario e politico italiano († 1961)
- 29 gennaio - Alice Catherine Evans, microbiologa statunitense († 1975)
- 29 gennaio - Yosep VII Ghanima, vescovo cattolico e patriarca cattolico iracheno († 1958)
- 29 gennaio - Riccardo Gigante, politico, giornalista e imprenditore italiano († 1945)
- 29 gennaio - Kim Kyu-sik, politico e patriota sudcoreano († 1950)
- 29 gennaio - William J. Press, lottatore britannico
- 29 gennaio - Boris Zajcev, poeta russo († 1972)
- 30 gennaio - Giulio Valotti, architetto e religioso italiano († 1953)
- 31 gennaio - Arturo Abbà, pittore italiano († 1953)
- 31 gennaio - Bruno Buozzi, sindacalista, politico e operaio italiano († 1944)
- 31 gennaio - Irving Langmuir, fisico e chimico statunitense († 1957)

## Febbraio(65)
- 2 febbraio - Nicola Bellomo, generale italiano († 1945)
- 2 febbraio - Eulalio Gutiérrez, politico e generale messicano († 1939)
- 2 febbraio - Gustav Herglotz, matematico tedesco († 1953)
- 2 febbraio - Miloslav Schmidt, vigile del fuoco, attore e editore slovacco († 1934)
- 2 febbraio - Louis Strebler, lottatore statunitense († 1962)
- 3 febbraio - Mario Berti, generale italiano († 1964)
- 3 febbraio - Verecondo Paoletti, politico italiano († 1974)
- 3 febbraio - Harry Edwin Wood, astronomo sudafricano († 1946)
- 4 febbraio - Fernand Léger, pittore francese († 1955)
- 4 febbraio - Jakov Aleksandrovič Protazanov, regista cinematografico sovietico († 1945)
- 4 febbraio - Rudolph Tesiny, lottatore statunitense († 1926)
- 4 febbraio - Kliment Efremovič Vorošilov, generale e politico sovietico († 1969)
- 5 febbraio - Francesco Amendola, politico italiano († 1959)
- 5 febbraio - Frederick Lonsdale, drammaturgo, sceneggiatore e librettista inglese († 1954)
- 6 febbraio - Elvira Betrone, attrice italiana († 1961)
- 6 febbraio - Dot Farley, attrice e sceneggiatrice statunitense († 1971)
- 6 febbraio - Huib Hoste, architetto belga († 1957)
- 6 febbraio - Karl Weigl, compositore e pianista austriaco († 1949)
- 7 febbraio - Arthur Pope, archeologo, storico dell'arte e docente statunitense († 1969)
- 8 febbraio - Walter Andrews, pistard canadese († 1954)
- 8 febbraio - E.D. Horkheimer, produttore cinematografico statunitense († 1966)
- 8 febbraio - Beniamino Rosati, medico e ambientalista italiano († 1978)
- 10 febbraio - Luigi Romano Borgnetto, regista, sceneggiatore e scenografo italiano († 1957)
- 10 febbraio - Pauline Brunius, attrice e attrice teatrale svedese († 1954)
- 10 febbraio - Arrigo Minerbi, scultore italiano († 1960)
- 11 febbraio - Carlo Carrà, pittore italiano († 1966)
- 11 febbraio - Emilio Salvi, politico italiano († 1954)
- 11 febbraio - Marcel Vacherot, tennista francese († 1975)
- 12 febbraio - Tom Chatterton, attore e regista statunitense († 1953)
- 12 febbraio - Hatcher Hughes, drammaturgo statunitense († 1945)
- 12 febbraio - Anna Pavlovna Pavlova, ballerina russa († 1931)
- 13 febbraio - Albert Delannoy, lunghista e triplista francese († 1944)
- 13 febbraio - Eleanor Farjeon, scrittrice e poetessa britannica († 1965)
- 13 febbraio - Franz Stabbert, dirigibilista tedesco († 1917)
- 14 febbraio - Valentine Grant, attrice statunitense († 1949)
- 15 febbraio - Luigi Siciliani, scrittore, politico e giornalista italiano († 1925)
- 16 febbraio - Iivari Kyykoski, ginnasta finlandese († 1959)
- 17 febbraio - Mary Breckinridge, infermiera statunitense († 1965)
- 17 febbraio - Francesco Coradini, musicista, musicologo e presbitero italiano († 1972)
- 17 febbraio - Gustavino, illustratore italiano († 1950)
- 18 febbraio - William Rice, canottiere canadese († 1941)
- 19 febbraio - Gabino Coria Peñaloza, poeta, scrittore e paroliere argentino († 1975)
- 19 febbraio - Giuseppe La Duca, scacchista italiano († 1965)
- 19 febbraio - Paul Tournon, architetto francese († 1964)
- 20 febbraio - Jānis Balodis, generale e politico lettone († 1965)
- 20 febbraio - Bernard Gravier, schermidore francese († 1923)
- 21 febbraio - Karl Frederick, tiratore a segno statunitense († 1963)
- 21 febbraio - Gilberto de Almeida Rêgo, arbitro di calcio brasiliano († 1961)
- 21 febbraio - Luigi Salvatori, avvocato e politico italiano († 1946)
- 21 febbraio - Domenico Stella, francescano e compositore italiano († 1956)
- 22 febbraio - Angelo Lualdi, scultore italiano († 1979)
- 23 febbraio - Tito Brandsma, religioso e presbitero olandese († 1942)
- 23 febbraio - Polydore Veirman, canottiere belga († 1951)
- 25 febbraio - Mulay 'Abd al-'Aziz, sultano marocchino († 1943)
- 25 febbraio - Giacomo Attilio Cermenati, medico e politico italiano († 1963)
- 25 febbraio - William Zebulon Foster, politico e sindacalista statunitense († 1961)
- 25 febbraio - Aleksej Ivanovič Rykov, rivoluzionario e politico sovietico († 1938)
- 25 febbraio - Arthur Stanley Tritton, islamista e storico britannico († 1973)
- 26 febbraio - Hans Reiter, medico e criminale di guerra tedesco († 1969)
- 26 febbraio - Leopold Sax, calciatore austriaco († 1915)
- 27 febbraio - Luitzen Brouwer, matematico olandese († 1966)
- 27 febbraio - Aniello Calcara, arcivescovo cattolico e letterato italiano († 1961)
- 27 febbraio - Sigvard Sivertsen, ginnasta norvegese († 1963)
- 28 febbraio - Gino Custer De Nobili, poeta italiano († 1969)
- 28 febbraio - Fernand Sanz, pistard e pugile francese († 1925)

## Marzo(75)
- 1º marzo - Elsa Stralia, soprano australiano († 1945)
- 2 marzo - Josef Knubel, alpinista svizzera († 1961)
- 2 marzo - Ferdinand Vasserot, pistard francese († 1963)
- 3 marzo - Pavel Pavlovič Muratov, scrittore e storico dell'arte russo († 1950)
- 4 marzo - Rollin Feitshans, tennista statunitense († 1952)
- 4 marzo - Ettore Felici, arcivescovo cattolico italiano († 1951)
- 4 marzo - Carlo Parmeggiani, pittore e illustratore italiano († 1967)
- 4 marzo - Thomas Sigismund Stribling, scrittore statunitense († 1965)
- 4 marzo - Richard Chace Tolman, fisico, matematico e chimico statunitense († 1948)
- 4 marzo - Muhammad VII al-Munsif, sovrano tunisino († 1948)
- 5 marzo - Augusto Barcia Trelles, politico spagnolo († 1961)
- 5 marzo - Alessandro Casati, politico e giornalista italiano († 1955)
- 5 marzo - Aldo Gamba, scultore italiano
- 5 marzo - Kōichi Shiozawa, ammiraglio giapponese († 1943)
- 5 marzo - Ildegarda Maria di Baviera, principessa tedesca († 1948)
- 6 marzo - María Blanchard, pittrice spagnola († 1932)
- 6 marzo - Gregorio Martínez Sierra, scrittore, drammaturgo e impresario teatrale spagnolo († 1947)
- 7 marzo - Rodolfo Verduzio, ingegnere aeronautico e generale italiano († 1958)
- 7 marzo - Paolo de Töth, presbitero e giornalista italiano († 1965)
- 8 marzo - Giuseppe Fanciulli, pedagogista e scrittore italiano († 1951)
- 8 marzo - Fortunato Maria Farina, arcivescovo cattolico italiano († 1954)
- 8 marzo - Giuseppe Isola, antifascista e politico italiano († 1957)
- 8 marzo - Pacifico Tiziano Micheloni, vescovo cattolico italiano († 1936)
- 8 marzo - Eugenio Morelli, medico e politico italiano († 1960)
- 9 marzo - Ernest Bevin, politico britannico († 1951)
- 10 marzo - Jessie Boswell, pittrice britannica († 1956)
- 10 marzo - Hans Latscha, rugbista a 15 tedesco († 1967)
- 10 marzo - Romolo Manissero, aviatore e militare italiano († 1951)
- 10 marzo - Maria Ortiz, bibliotecaria, traduttrice e critica letteraria italiana († 1959)
- 11 marzo - Viktor Esbensen, navigatore e esploratore norvegese († 1942)
- 12 marzo - Gunnar Nordström, fisico finlandese († 1923)
- 12 marzo - Väinö Tanner, politico finlandese († 1966)
- 13 marzo - Rauf Fico, diplomatico, funzionario e politico albanese († 1944)
- 13 marzo - Francesco Musotto, politico italiano († 1961)
- 14 marzo - Vincenzo Del Signore, vescovo cattolico italiano († 1967)
- 14 marzo - Andreas Kempf, ginnasta e multiplista statunitense († 1963)
- 16 marzo - Joe Grim, pugile statunitense († 1939)
- 16 marzo - Giuseppe Valenzini, dirigente sportivo italiano († 1955)
- 17 marzo - Walter Rudolf Hess, medico e fisiologo svizzero († 1973)
- 19 marzo - Michele Crisafulli Mondìo, politico italiano († 1943)
- 19 marzo - Mauritz Johansson, tiratore a segno svedese († 1966)
- 19 marzo - Edith Nourse Rogers, politica e attivista statunitense († 1960)
- 19 marzo - Ezio Rosi, generale italiano († 1963)
- 20 marzo - Adriano Arnoldo, tiratore di fune italiano
- 20 marzo - Dora Kallmus, fotografa austriaca († 1963)
- 20 marzo - Eugène Schueller, farmacista francese († 1957)
- 21 marzo - Raffaele Pastore, politico italiano († 1969)
- 21 marzo - Herbert von Petersdorff, nuotatore e pallanuotista tedesco († 1917)
- 22 marzo - Arturo Caprotti, ingegnere italiano († 1938)
- 22 marzo - Aubert Côté, lottatore canadese († 1938)
- 22 marzo - Claudio Trezzani, generale italiano († 1955)
- 22 marzo - Hans Wilsdorf, orologiaio e imprenditore tedesco († 1960)
- 23 marzo - Giuseppe Filippa, pallonista italiano († 1947)
- 23 marzo - Catullo Gadda, allenatore di calcio e calciatore italiano
- 23 marzo - Lacey Hearn, mezzofondista statunitense († 1969)
- 23 marzo - Roger Martin du Gard, scrittore e poeta francese († 1958)
- 23 marzo - Egon Petri, pianista olandese († 1962)
- 23 marzo - Hermann Staudinger, chimico tedesco († 1965)
- 24 marzo - Kristian Middelboe, calciatore danese († 1965)
- 24 marzo - Vasilij Nikolaevič Platov, compositore di scacchi lettone († 1952)
- 25 marzo - Béla Bartók, compositore, pianista e etnomusicologo ungherese († 1945)
- 25 marzo - David Karlsson, lottatore svedese († 1946)
- 25 marzo - Mary Webb, scrittrice britannica († 1927)
- 26 marzo - Gaetano Azzariti, giurista e politico italiano († 1961)
- 26 marzo - Guccio Gucci, imprenditore e stilista italiano († 1953)
- 26 marzo - Ronald McLean, ginnasta britannico († 1941)
- 27 marzo - Arkadij Timofeevič Averčenko, scrittore e commediografo russo († 1925)
- 27 marzo - Alan Bailey, canottiere canadese († 1961)
- 27 marzo - Angelo Baldassarri, avvocato e politico italiano († 1963)
- 28 marzo - Martin Sheridan, discobolo, pesista e lunghista statunitense († 1918)
- 29 marzo - Alexander Moritz Frey, scrittore tedesco († 1957)
- 29 marzo - Tiest van Gestel, arciere olandese († 1969)
- 29 marzo - Otto Hooff, tuffatore tedesco († 1960)
- 29 marzo - Charles Jarvis, militare britannico († 1948)
- 29 marzo - John Taintor Foote, scrittore, commediografo e sceneggiatore statunitense († 1950)

## Aprile(70)
- 1º aprile - Guido Aroca, politico italiano
- 1º aprile - Hubert Gercke, generale tedesco († 1942)
- 1º aprile - Octavian Goga, politico e poeta rumeno († 1938)
- 1º aprile - Henri Laurent, schermidore francese († 1954)
- 2 aprile - Diran Alexanian, violoncellista e docente armeno († 1954)
- 2 aprile - Luigi Sante Da Rios, fisico e matematico italiano († 1965)
- 3 aprile - Alcide De Gasperi, politico italiano († 1954)
- 3 aprile - Maria Freschi, scrittrice e poetessa italiana († 1947)
- 3 aprile - Tito Galla, avvocato, politico e antifascista italiano († 1940)
- 4 aprile - Francesco Chigi, nobile, fotografo e militare italiano († 1953)
- 4 aprile - Francesco Gianotti, architetto italiano († 1967)
- 4 aprile - Amalia Guglielminetti, scrittrice e poetessa italiana († 1941)
- 4 aprile - Sergej Sergeevič Kamenev, generale sovietico († 1936)
- 4 aprile - Paul Palén, tiratore a segno svedese († 1944)
- 4 aprile - Rudolf Reder, superstite dell'Olocausto polacco († 1968)
- 5 aprile - Arthur Caswell Parker, archeologo, storico e etnologo statunitense († 1955)
- 6 aprile - Karl Staaf, tiratore di fune, astista e triplista svedese († 1953)
- 7 aprile - Tullio Marengoni, ingegnere e progettista italiano († 1965)
- 7 aprile - Antonio Renato Toniolo, geografo italiano († 1955)
- 7 aprile - Rudolph Wolken, lottatore statunitense († 1956)
- 8 aprile - Leone Maurizio Padoa, chimico italiano († 1944)
- 8 aprile - Ernst-Alfred Thalmann, calciatore svizzero († 1938)
- 8 aprile - René Warcollier, ingegnere chimico e parapsicologo francese († 1962)
- 8 aprile - Jean de Pange, storico e scrittore francese († 1957)
- 9 aprile - Pietro Barone, ammiraglio italiano († 1975)
- 10 aprile - Margarete Kupfer, attrice tedesca († 1953)
- 11 aprile - José Fórmica-Corsi, canottiere spagnolo († 1954)
- 11 aprile - William Bruce Ellis Ranken, pittore scozzese († 1941)
- 12 aprile - Doran Cox, regista statunitense († 1957)
- 12 aprile - Henri Mouton, calciatore francese († 1962)
- 12 aprile - Rudolf Ramek, politico austriaco († 1941)
- 13 aprile - Ludwig Binswanger, psichiatra, psicologo e filosofo svizzero († 1966)
- 13 aprile - Gerolamo Longhena, giurista e politico italiano († 1947)
- 13 aprile - Alwi di Perlis, sovrano malese († 1943)
- 14 aprile - Henryk Grossman, economista, storico e attivista tedesco († 1950)
- 14 aprile - Ubaldo degli Uberti, ammiraglio italiano († 1945)
- 15 aprile - Stepan Valerianovič Balmašëv, rivoluzionario russo († 1902)
- 15 aprile - Pierre Bodard, pittore francese († 1937)
- 15 aprile - Gervas Pierrepont, VI conte Manvers, militare e nobile inglese († 1955)
- 16 aprile - Giovanni Burocchi, militare italiano († 1919)
- 16 aprile - Robert Grimm, politico e pubblicista svizzero († 1958)
- 16 aprile - Josef Madlener, pittore tedesco († 1967)
- 16 aprile - Fortunino Matania, illustratore e pittore italiano († 1963)
- 16 aprile - Jack Niflot, lottatore statunitense († 1950)
- 16 aprile - Anselmo Polanco Fontecha, vescovo cattolico spagnolo († 1939)
- 16 aprile - Edward Wood, I conte di Halifax, politico britannico († 1959)
- 18 aprile - Luigi Brignoli, pittore italiano († 1952)
- 18 aprile - Raffaele De Vico, architetto italiano († 1969)
- 18 aprile - Pio Donati, politico e avvocato italiano († 1927)
- 18 aprile - Frederick Hamlin, pistard britannico († 1951)
- 18 aprile - Isidoro di San Giuseppe, religioso belga († 1916)
- 18 aprile - Noble Johnson, attore statunitense († 1978)
- 18 aprile - Vito Massarotti, medico e psichiatra italiano († 1959)
- 18 aprile - Max Weber, pittore e poeta statunitense († 1961)
- 19 aprile - Raffaello Celommi, pittore italiano († 1957)
- 20 aprile - Sem Dresden, compositore olandese († 1957)
- 20 aprile - Nikolaj Jakovlevič Mjaskovskij, compositore russo († 1950)
- 22 aprile - Ksenija del Montenegro, principessa montenegrina († 1960)
- 24 aprile - Albert Viljam Hagelin, politico norvegese († 1946)
- 24 aprile - Cornelius Hoffmann, calciatore austriaco
- 24 aprile - Gemma La Guardia Gluck, scrittrice e superstite dell'Olocausto statunitense († 1962)
- 26 aprile - Gian Giuseppe Mancini, architetto, scenografo e pittore italiano († 1954)
- 27 aprile - Móric Esterházy, politico ungherese († 1960)
- 27 aprile - Pierre Peyrusson, nuotatore francese († 1914)
- 29 aprile - Albert Fox, scacchista statunitense († 1964)
- 29 aprile - Fausto Parisi, allenatore di calcio italiano
- 30 aprile - Julian Abele, architetto statunitense († 1950)
- 30 aprile - Tom Burridge, calciatore inglese († 1965)
- 30 aprile - Dorotea di Sassonia-Coburgo-Koháry, principessa tedesca († 1967)
- 30 aprile - Philippe Robert, pittore e naturalista svizzero († 1930)

## Maggio(67)
- 1º maggio - Mary MacLane, scrittrice statunitense († 1929)
- 1º maggio - John Svanberg, mezzofondista e maratoneta svedese († 1957)
- 1º maggio - Pierre Teilhard de Chardin, gesuita, filosofo e paleontologo francese († 1955)
- 2 maggio - Ernst Legal, attore e regista teatrale tedesco († 1955)
- 2 maggio - Şehsuvar Hanim, ottomana († 1945)
- 3 maggio - Roger Basset, tiratore di fune francese († 1918)
- 4 maggio - Cesare Frugoni, medico italiano († 1978)
- 4 maggio - Aleksandr Fëdorovič Kerenskij, politico russo († 1970)
- 4 maggio - Alfredo Poggi, filosofo, politico e antifascista italiano († 1974)
- 5 maggio - Horace de Vere Cole, irlandese († 1936)
- 5 maggio - Hakaru Hashimoto, medico giapponese († 1934)
- 5 maggio - Emilio Rizzi, pittore italiano († 1952)
- 5 maggio - Gino Romiti, pittore italiano († 1967)
- 6 maggio - Breckinridge Long, politico, diplomatico e ambasciatore statunitense († 1958)
- 6 maggio - Giulio Ermolli, arbitro di calcio e calciatore italiano († 1957)
- 6 maggio - André Granet, architetto e imprenditore francese († 1974)
- 6 maggio - Bernhard von Gaza, canottiere tedesco († 1917)
- 7 maggio - Paul Koechlin, imprenditore e aviatore francese († 1916)
- 7 maggio - George Wiley, pistard statunitense († 1954)
- 10 maggio - Karen Poulsen, attrice danese († 1953)
- 11 maggio - Theodore von Kármán, ingegnere, fisico e matematico ungherese († 1963)
- 11 maggio - Fred Schmind, ginnasta e multiplista statunitense († 1960)
- 11 maggio - Jan van Gilse, compositore e direttore d'orchestra olandese († 1944)
- 12 maggio - Alfredo Albertini, medico italiano († 1952)
- 12 maggio - Bill Beckman, lottatore statunitense († 1933)
- 12 maggio - Aleksandr Aleksandrovič Bogomolec, medico sovietico († 1946)
- 13 maggio - Joe Forshaw, maratoneta statunitense († 1964)
- 13 maggio - Duke R. Lee, attore statunitense († 1959)
- 13 maggio - Afonso Henriques de Lima Barreto, scrittore brasiliano († 1922)
- 14 maggio - Julian Eltinge, showman, cabarettista e attore statunitense († 1941)
- 14 maggio - Bruto Seghettini, dirigente sportivo, allenatore di calcio e calciatore francese († 1975)
- 14 maggio - Ed Walsh, giocatore di baseball e allenatore di baseball statunitense († 1959)
- 14 maggio - Xhelal Zogu, politico albanese († 1944)
- 15 maggio - Giuseppe Rossi, militare e imprenditore italiano († 1957)
- 15 maggio - Angelo Sullam, giurista e attivista italiano († 1971)
- 17 maggio - Jur Hronec, matematico e pedagogista slovacco († 1959)
- 18 maggio - Léon Dupont, altista e lunghista belga († 1956)
- 18 maggio - Erwin Madelung, fisico e cristallografo tedesco († 1972)
- 18 maggio - Alessandro Valerio, cavaliere e militare italiano († 1955)
- 18 maggio - Giulio Cesare Vinzio, pittore italiano († 1940)
- 19 maggio - Mustafa Kemal Atatürk, generale e politico turco († 1938)
- 19 maggio - Riccardo Casalaina, compositore italiano († 1908)
- 19 maggio - Gennaro Napoli, compositore italiano († 1943)
- 20 maggio - Władysław Sikorski, generale e politico polacco († 1943)
- 21 maggio - Giambattista Bosco Lucarelli, avvocato e politico italiano († 1954)
- 21 maggio - Vittore Rosario Fernandes, vescovo cattolico indiano († 1955)
- 22 maggio - Michail Fëdorovič Larionov, pittore, scenografo e costumista russo († 1964)
- 22 maggio - Colin Veitch, calciatore e allenatore di calcio inglese († 1938)
- 23 maggio - Ludwig Kaas, politico e teologo tedesco († 1952)
- 23 maggio - Sacadura Cabral, aviatore e ufficiale portoghese († 1924)
- 24 maggio - Mikuláš Schneider-Trnavský, compositore e direttore d'orchestra slovacco († 1958)
- 25 maggio - Vittorio Cerruti, diplomatico italiano († 1961)
- 26 maggio - Adolfo de la Huerta, politico e generale messicano († 1955)
- 26 maggio - Aldobrandino Malvezzi, orientalista italiano († 1961)
- 27 maggio - Adolf Erbslöh, pittore tedesco († 1947)
- 27 maggio - Rudolf Pannwitz, scrittore tedesco († 1969)
- 27 maggio - Enrico Serretta, giornalista, romanziere e commediografo italiano († 1939)
- 28 maggio - Augustin Bea, cardinale, arcivescovo cattolico e biblista tedesco († 1968)
- 28 maggio - Luigi Lenzini, presbitero italiano († 1945)
- 29 maggio - Frederick Septimus Kelly, canottiere britannico († 1916)
- 29 maggio - Alexander Ramsay, ammiraglio britannico († 1972)
- 30 maggio - Charlotte Burton, attrice statunitense († 1942)
- 30 maggio - Giuseppe Pession, ingegnere e ammiraglio italiano († 1947)
- 30 maggio - Rodolfo Villani, pittore e fotografo italiano († 1941)
- 30 maggio - Georg von Küchler, generale tedesco († 1968)
- 31 maggio - Leighton Bracegirdle, ammiraglio australiano († 1970)
- 31 maggio - Heinrich Burger, pattinatore artistico su ghiaccio tedesco († 1942)

## Giugno(72)
- 1º giugno - Otho Orlando Kurz, architetto tedesco († 1933)
- 1º giugno - Margarete Matzenauer, contralto e mezzosoprano ungherese († 1963)
- 2 giugno - Vincenzo Amato, matematico italiano († 1963)
- 2 giugno - Walter Egan, golfista statunitense († 1971)
- 3 giugno - Marcel Chailley, violinista e docente francese († 1936)
- 3 giugno - Juliusz Rómmel, generale polacco († 1967)
- 3 giugno - Perry N. Vekroff, regista, sceneggiatore e attore statunitense († 1937)
- 4 giugno - Philippe Houben, nuotatore e pallanuotista belga († 1963)
- 5 giugno - Mariano Bartolucci, compositore e direttore di banda italiano († 1976)
- 5 giugno - Axel Wenner-Gren, imprenditore svedese († 1961)
- 6 giugno - Fernande Olivier, modella e scrittrice francese († 1966)
- 6 giugno - Alfred Schoep, mineralogista belga († 1966)
- 7 giugno - Manuel Lezaeta Acharán, scrittore cileno († 1959)
- 8 giugno - Valentino Coda, politico, avvocato e giornalista italiano († 1921)
- 8 giugno - Norway Jackes, canottiere canadese († 1964)
- 8 giugno - Lizzie Yu Der Ling, cinese († 1944)
- 9 giugno - Edward Bruce, X conte di Elgin, ufficiale scozzese († 1968)
- 9 giugno - Felix von Luckner, militare, navigatore e scrittore tedesco († 1966)
- 9 giugno - Marion Leonard, attrice statunitense († 1956)
- 9 giugno - Gino Montefinale, ammiraglio, scrittore e giornalista italiano († 1974)
- 10 giugno - Giovanni Raicevich, lottatore e attore italiano († 1957)
- 10 giugno - Eetje Sol, calciatore olandese († 1965)
- 11 giugno - Mordecai Kaplan, rabbino e filosofo statunitense († 1983)
- 11 giugno - Alexandre Lippmann, schermidore francese († 1960)
- 11 giugno - Eric E. Westbury, compositore di scacchi britannico († 1939)
- 13 giugno - Mary Antin, scrittrice, attivista e politica statunitense († 1949)
- 13 giugno - Otakar Španiel, scultore, intagliatore e medaglista ceco († 1955)
- 14 giugno - George Alan Thomas, scacchista, giocatore di badminton e tennista britannico († 1972)
- 15 giugno - Elvira Apperti Orsini, scrittrice, poetessa e giornalista italiana († 1958)
- 15 giugno - Carlo Berruti, sindacalista italiano († 1922)
- 15 giugno - Paul Cornu, ingegnere francese († 1944)
- 15 giugno - Eduard Garonne, calciatore svizzero († 1938)
- 15 giugno - John Gottowt, attore, regista e sceneggiatore austriaco († 1942)
- 15 giugno - Werner Hegemann, architetto e urbanista tedesco († 1936)
- 15 giugno - Paul Malisch, nuotatore tedesco († 1970)
- 16 giugno - Carlo Apostolo, chimico italiano († 1934)
- 16 giugno - Abram Moiseevič Deborin, filosofo russo († 1963)
- 16 giugno - Francesco Fichera, architetto e ingegnere italiano († 1950)
- 17 giugno - Tommy Burns, pugile canadese († 1955)
- 17 giugno - Lorenzo Adolfo Denci, fotografo italiano († 1944)
- 17 giugno - Davide Dusmet, generale italiano († 1943)
- 17 giugno - Emil Leeb, generale tedesco († 1969)
- 17 giugno - Adolf Meyer, architetto tedesco († 1929)
- 18 giugno - Gustavo Brunelli, biologo italiano († 1960)
- 18 giugno - Nicola Fiore, scultore italiano († 1976)
- 18 giugno - Zoltán Halmay, nuotatore ungherese († 1956)
- 19 giugno - Louis Lavauden, zoologo francese († 1935)
- 19 giugno - Edgar Leonard, tennista statunitense († 1948)
- 19 giugno - Jimmy Walker, politico statunitense († 1946)
- 20 giugno - John Crichton-Stuart, IV marchese di Bute, nobile scozzese († 1947)
- 20 giugno - Alfred Montagne, generale francese († 1963)
- 20 giugno - Ermenegildo Nucci, presbitero, storico e storico dell'arte italiano († 1950)
- 21 giugno - Luigi Castiglione, politico italiano († 1956)
- 21 giugno - Paul André Doyen, generale francese († 1974)
- 21 giugno - Lorenzo Ventavoli, politico italiano
- 22 giugno - Robert Hertz, antropologo francese († 1915)
- 24 giugno - Giannina Chiantoni, attrice italiana († 1972)
- 25 giugno - Jacques de Baroncelli, regista e sceneggiatore francese († 1951)
- 25 giugno - Ernesto Buonaiuti, presbitero, storico e antifascista italiano († 1946)
- 25 giugno - Crystal Eastman, avvocatessa, giornalista e attivista statunitense († 1928)
- 25 giugno - Hellmuth von Mücke, scrittore e ufficiale tedesco († 1957)
- 26 giugno - Giovanni Borgonovo, pittore italiano († 1975)
- 26 giugno - Romolo Caggese, storico italiano († 1938)
- 26 giugno - Yaacov Cahan, poeta, commediografo e linguista israeliano († 1960)
- 26 giugno - Max Eitingon, psicoanalista tedesco († 1943)
- 26 giugno - Walter Krueger, generale statunitense († 1967)
- 27 giugno - Antonio Basso, generale italiano († 1958)
- 27 giugno - Jérôme Carcopino, storico e funzionario francese († 1970)
- 29 giugno - Curt Sachs, etnomusicologo tedesco († 1959)
- 29 giugno - Louis Trousselier, ciclista su strada e pistard francese († 1939)
- 29 giugno - Gottlob Walz, tuffatore tedesco († 1943)
- 30 giugno - Rose Tapley, attrice statunitense († 1956)

## Luglio(84)
- 1º luglio - Vincenzo Bettoni, basso italiano († 1954)
- 1º luglio - Johan Kemp, ginnasta finlandese († 1941)
- 1º luglio - Nusratullo Maksum, politico tagico († 1937)
- 2 luglio - Jetze Doorman, schermidore olandese († 1931)
- 2 luglio - Eduard von Steiger, politico svizzero († 1962)
- 3 luglio - Horace Bailey, calciatore inglese († 1960)
- 3 luglio - Ber Borochov, politico e filologo russo († 1917)
- 3 luglio - Heinrich Brandler, politico, sindacalista e scrittore tedesco († 1967)
- 3 luglio - Leon Errol, attore e regista australiano († 1951)
- 3 luglio - Natal'ja Sergeevna Gončarova, pittrice, illustratrice e scenografa russa († 1962)
- 3 luglio - Alessandro Viglio, storico italiano († 1944)
- 3 luglio - Sultan II bin Zayed Al Nahyan, sovrano emiratino († 1926)
- 4 luglio - Ernő Schubert, lunghista e velocista ungherese († 1931)
- 5 luglio - August Hlond, cardinale e arcivescovo cattolico polacco († 1948)
- 5 luglio - Henri Le Fauconnier, pittore francese († 1946)
- 5 luglio - Enrique Muiño, attore spagnolo († 1956)
- 5 luglio - Thomas Parnell, fisico australiano († 1948)
- 6 luglio - James Conlin, calciatore inglese († 1917)
- 7 luglio - Gennaro Ciaburri, medico e biologo italiano († 1970)
- 7 luglio - Tiburzio Donadon, pittore e restauratore italiano († 1961)
- 7 luglio - Luigi Faroppa, dirigente sportivo e allenatore di calcio italiano
- 7 luglio - Josef Pasternack, direttore d'orchestra e compositore polacco († 1940)
- 7 luglio - Karl Pekarna, calciatore austriaco († 1946)
- 8 luglio - Cassa Darghiè, militare etiope († 1956)
- 8 luglio - Salvatore Rotolo, vescovo cattolico italiano († 1969)
- 9 luglio - Arvid Andersson, tiratore di fune svedese († 1956)
- 9 luglio - Richard Hageman, compositore olandese († 1966)
- 9 luglio - Fred Jackman, regista, direttore della fotografia e effettista statunitense († 1959)
- 9 luglio - William Anthony McGuire, commediografo, produttore teatrale e sceneggiatore statunitense († 1940)
- 11 luglio - Willem Hubert van Blijenburgh, schermidore olandese († 1936)
- 11 luglio - Alfonso Frangipane, pittore, disegnatore e decoratore italiano († 1970)
- 11 luglio - Luigi Motta, scrittore, commediografo e giornalista italiano († 1955)
- 12 luglio - Ludwig Rubiner, scrittore e traduttore tedesco († 1920)
- 12 luglio - Edward Jones, giocatore di lacrosse britannico († 1951)
- 12 luglio - Giuseppe Manni, generale italiano († 1952)
- 12 luglio - Edward Potts, ginnasta britannico († 1944)
- 12 luglio - Raffaele Rossetti, ingegnere, ufficiale e politico italiano († 1951)
- 13 luglio - Arturo Dazzi, scultore e pittore italiano († 1966)
- 13 luglio - Guido Carlo Visconti di Modrone, nobile, imprenditore e politico italiano († 1967)
- 13 luglio - J. Dover Wilson, critico letterario e anglista britannico († 1969)
- 14 luglio - Oscar Friede, tiratore di fune statunitense († 1943)
- 14 luglio - Felice Girola, attore e regista italiano († 1960)
- 14 luglio - Matteo Roux, generale italiano († 1952)
- 15 luglio - André Dugès, produttore cinematografico e regista francese († 1943)
- 15 luglio - Manfredo Manfredini, pittore e letterato italiano († 1907)
- 16 luglio - Artúr Coray, pesista e discobolo ungherese († 1909)
- 16 luglio - Fernando Ortiz Fernández, antropologo, etnomusicologo e saggista cubano († 1969)
- 16 luglio - Enrico Rossi, pallanuotista, nuotatore e calciatore italiano († 1917)
- 17 luglio - Arzén von Cserépy, sceneggiatore, produttore cinematografico e regista ungherese († 1958)
- 17 luglio - Il'ja Ivanovič Maškov, pittore russo († 1944)
- 18 luglio - Livio Ciardi, sindacalista italiano († 1943)
- 18 luglio - Augusta Vera Duthie, botanica e micologa sudafricana († 1963)
- 18 luglio - Henri Piéron, psicologo francese († 1964)
- 18 luglio - María de Maeztu, pedagoga e umanista spagnola († 1948)
- 19 luglio - Friedrich Dessauer, filosofo, fisico e giornalista tedesco († 1963)
- 21 luglio - Ludwig Drescher, calciatore danese († 1917)
- 21 luglio - Johnny Evers, giocatore di baseball e allenatore di baseball statunitense († 1947)
- 21 luglio - Raffaele Lettieri, politico italiano († 1957)
- 22 luglio - Mabel Parton, tennista britannica († 1962)
- 22 luglio - Bolesław Wieniawa-Długoszowski, generale, diplomatico e poeta polacco († 1942)
- 23 luglio - Bergin Nilsen, ginnasta e multiplista statunitense († 1981)
- 23 luglio - Bernardo Paoloni, meteorologo e religioso italiano († 1944)
- 24 luglio - Marc McDermott, attore australiano († 1929)
- 24 luglio - Ol'ga Ivanovna Preobraženskaja, attrice e regista sovietica († 1971)
- 25 luglio - Marcantonio VII Colonna, principe italiano († 1947)
- 25 luglio - Giuseppe Ugonia, pittore e litografo italiano († 1944)
- 26 luglio - Edward Bingham, ammiraglio britannico († 1939)
- 26 luglio - Bernhard Bleeker, scultore tedesco († 1968)
- 26 luglio - Jean Chassagne, pilota automobilistico e aviatore francese († 1947)
- 26 luglio - Kaoru Osanai, drammaturgo e regista teatrale giapponese († 1928)
- 26 luglio - James Cecil Parke, tennista irlandese († 1946)
- 27 luglio - Thomas Addis, medico e scienziato scozzese († 1949)
- 27 luglio - Melchiorre Allegra, medico, mafioso e collaboratore di giustizia italiano († 1951)
- 27 luglio - Hans Fischer, chimico tedesco († 1945)
- 27 luglio - Rauf Orbay, politico e militare turco († 1964)
- 28 luglio - Guido Bigio, pilota automobilistico e progettista italiano († 1913)
- 28 luglio - Günther Quandt, imprenditore tedesco († 1954)
- 28 luglio - Léon Spilliaert, pittore belga († 1946)
- 29 luglio - Gino Albieri, pittore italiano († 1949)
- 29 luglio - Archimede Bresciani, pittore italiano († 1939)
- 29 luglio - Paul Couturier, presbitero francese († 1953)
- 30 luglio - Smedley Butler, generale statunitense († 1940)
- 30 luglio - Guido Nardini, militare e aviatore italiano († 1928)
- 30 luglio - Giuseppe Palanti, pittore, illustratore e scenografo italiano († 1946)

## Agosto(67)
- 1º agosto - Stefano Cavazzoni, politico italiano († 1951)
- 1º agosto - Rose Macaulay, scrittrice britannica († 1958)
- 1º agosto - Otto Toeplitz, matematico tedesco († 1940)
- 2 agosto - Dora Boothby, tennista britannica († 1970)
- 3 agosto - Élie Blanchard, giocatore di lacrosse canadese († 1941)
- 4 agosto - Hans Christian Herlak, hockeista su prato danese († 1970)
- 4 agosto - Carlo Alberto Petrucci, incisore, pittore e museologo italiano († 1963)
- 5 agosto - Louis Baillon, hockeista su prato britannico († 1965)
- 6 agosto - Lillian Albertson, attrice e produttrice cinematografica statunitense († 1962)
- 6 agosto - Johannes Michael Buckx, vescovo cattolico olandese († 1946)
- 6 agosto - Alexander Fleming, medico, biologo e farmacologo scozzese († 1955)
- 6 agosto - Maffio Maffii, giornalista e scrittore italiano († 1957)
- 6 agosto - Louella Parsons, giornalista e scrittrice statunitense († 1972)
- 7 agosto - Wilhelm Born, tiratore di fune e lottatore tedesco
- 7 agosto - François Darlan, ammiraglio e politico francese († 1942)
- 7 agosto - Wilhelm Dörr, tiratore di fune, multiplista e discobolo tedesco († 1955)
- 7 agosto - Ernest Jansen, politico sudafricano († 1959)
- 8 agosto - Paul Ludwig Ewald von Kleist, generale tedesco († 1954)
- 8 agosto - Garfield MacDonald, triplista, lunghista e altista canadese († 1951)
- 9 agosto - Adele Bloch-Bauer, socialite austriaca († 1925)
- 9 agosto - Franz Exner, criminologo tedesco († 1947)
- 9 agosto - Antonio Gastone d'Orléans-Braganza, militare e aviatore brasiliano († 1918)
- 10 agosto - Lucien Tainguy, direttore della fotografia francese († 1971)
- 12 agosto - Cecil B. DeMille, regista, produttore cinematografico e montatore statunitense († 1959)
- 12 agosto - Aleksandr Michajlovič Gerasimov, pittore russo († 1963)
- 12 agosto - Vittorio Meichsner de Meichsenau, politico italiano († 1964)
- 12 agosto - Harry von Rochow, cavaliere tedesco († 1945)
- 13 agosto - Umberto Barozzi, velocista italiano († 1929)
- 14 agosto - Julien Denis, calciatore francese († 1915)
- 14 agosto - Francis Ford, attore, regista e sceneggiatore statunitense († 1953)
- 14 agosto - Elsie Leslie, attrice teatrale statunitense († 1966)
- 14 agosto - Edward Siegler, ginnasta e multiplista statunitense († 1942)
- 15 agosto - George Beaton, calciatore inglese
- 15 agosto - Gavino Gabriel, compositore e etnomusicologo italiano († 1980)
- 15 agosto - Elisabeth Schiemann, genetista e botanica tedesca († 1972)
- 16 agosto - Clarence Gamble, tennista statunitense († 1952)
- 16 agosto - William Wadsworth Hodkinson, imprenditore statunitense († 1971)
- 16 agosto - Platon Michajlovič Keržencev, politico, critico d'arte e diplomatico sovietico († 1940)
- 17 agosto - Piet Kramer, architetto olandese († 1961)
- 17 agosto - Federico Palazzoli, imprenditore e dirigente sportivo italiano († 1969)
- 18 agosto - Gunnar Setterwall, tennista svedese († 1928)
- 19 agosto - George Enescu, compositore, violinista e pianista rumeno († 1955)
- 19 agosto - Kingsley Wood, politico britannico († 1943)
- 20 agosto - Bindo Giacomo Caletti, politico italiano († 1971)
- 20 agosto - Aleksander Hellat, politico e diplomatico estone († 1943)
- 21 agosto - Giulio Ulisse Arata, architetto italiano († 1962)
- 21 agosto - Umberto Carpi De Resmini, medico e patologo italiano († 1970)
- 21 agosto - Aubert Frère, generale francese († 1944)
- 21 agosto - Maria Antonina Kratochwil, religiosa polacca († 1942)
- 22 agosto - Hübner von Holst, tiratore a segno svedese († 1945)
- 24 agosto - Vincenzo Lancia, pilota automobilistico e imprenditore italiano († 1937)
- 24 agosto - Achille Majeroni, attore e doppiatore italiano († 1964)
- 25 agosto - Ricardo Samper, avvocato e politico spagnolo († 1938)
- 26 agosto - Franz Gürtner, politico tedesco († 1941)
- 26 agosto - Pavel Gustavovič Timan, produttore cinematografico russo
- 26 agosto - Alice Wilson, geologa, paleontologa e scienziata canadese († 1964)
- 27 agosto - Carlo Feltrinelli, imprenditore e banchiere italiano († 1935)
- 28 agosto - Attilio Frescura, scrittore e giornalista italiano († 1943)
- 28 agosto - Nicola Valente, compositore e editore italiano († 1946)
- 29 agosto - Albert Henderson, calciatore canadese († 1947)
- 29 agosto - Vera Holme, attrice e attivista britannica († 1969)
- 29 agosto - Valery Larbaud, romanziere, poeta e traduttore francese († 1957)
- 29 agosto - Augusto Monti, scrittore e docente italiano († 1966)
- 29 agosto - Gaetano Pilati, politico italiano († 1925)
- 30 agosto - Frank Beresford, pittore britannico († 1967)
- 30 agosto - John Griffith Wray, regista e sceneggiatore statunitense († 1929)
- 30 agosto - Giovanni Tarello, politico, avvocato e antifascista italiano († 1951)

## Settembre(86)
- 1º settembre - Carmelo Caristia, costituzionalista e politico italiano († 1969)
- 1º settembre - Francesco Daprà, calciatore e dirigente sportivo italiano († 1955)
- 2 settembre - Désiré Beaurain, schermidore belga († 1963)
- 2 settembre - Albert Dubly, calciatore francese († 1949)
- 2 settembre - Allen Whipple, chirurgo statunitense († 1963)
- 3 settembre - Margherita Ancona, attivista italiana († 1966)
- 3 settembre - Mario Rasero, numismatico e politico italiano († 1947)
- 4 settembre - Giacomo Buzzi Reschini, scultore italiano († 1962)
- 4 settembre - Muhammad VIII al-Amin, sovrano tunisino († 1962)
- 4 settembre - Max Obal, regista, attore e sceneggiatore tedesco († 1949)
- 4 settembre - Percy Mayow Ryves, astronomo britannico († 1956)
- 5 settembre - Otto Bauer, politico austriaco († 1938)
- 5 settembre - Richard Bienert, politico cecoslovacco († 1949)
- 5 settembre - Siegfried Großmann, calciatore austriaco († 1959)
- 5 settembre - Henry Maitland Wilson, generale britannico († 1964)
- 5 settembre - Robert Sutherland Rattray, antropologo statunitense († 1938)
- 6 settembre - Giovanni Drei, archivista e storico italiano († 1950)
- 6 settembre - Paul Powell, regista, sceneggiatore e produttore cinematografico statunitense († 1944)
- 7 settembre - Livio Pavanelli, attore, sceneggiatore e regista italiano († 1958)
- 7 settembre - Guido da Verona, poeta e scrittore italiano († 1939)
- 8 settembre - Harry Hillman, ostacolista e velocista statunitense († 1945)
- 8 settembre - Refik Saydam, politico turco († 1942)
- 8 settembre - Paul Zeiger, calciatore francese († 1959)
- 9 settembre - Panagiōtīs Poulitsas, politico e archeologo greco († 1968)
- 9 settembre - Aniela Salawa, religiosa polacca († 1922)
- 10 settembre - Ahmad Ali Khan di Malerkotla, principe indiano († 1947)
- 11 settembre - Erville Alderson, attore statunitense († 1957)
- 11 settembre - James Bellamy, allenatore di calcio e calciatore inglese († 1969)
- 11 settembre - Asta Nielsen, attrice danese († 1972)
- 12 settembre - Hendrik Enno Boeke, mineralogista e chimico olandese († 1918)
- 12 settembre - Adolf Hühnlein, politico e militare tedesco († 1942)
- 12 settembre - Daniel Jones, linguista britannico († 1967)
- 12 settembre - Edward Larocque Tinker, scrittore statunitense († 1968)
- 13 settembre - Matila Ghyka, diplomatico, scrittore e matematico rumeno († 1965)
- 13 settembre - Robert Reynolds, ginnasta e multiplista statunitense († 1955)
- 13 settembre - Giuseppe Zago, attore italiano († 1947)
- 15 settembre - Giulio Bevilacqua, cardinale e arcivescovo cattolico italiano († 1965)
- 15 settembre - Ettore Bugatti, progettista e imprenditore italiano († 1947)
- 15 settembre - Michele Papandrea, politico e militare italiano († 1918)
- 15 settembre - Julian Schmitz, ginnasta e multiplista statunitense († 1943)
- 16 settembre - Clive Bell, critico d'arte britannico († 1964)
- 16 settembre - Clyde Blair, velocista statunitense († 1953)
- 16 settembre - Enrico Cobioni, aviatore svizzero († 1912)
- 16 settembre - Jack Harvey, attore, regista e sceneggiatore statunitense († 1954)
- 16 settembre - Madge Syers, pattinatrice artistica su ghiaccio britannica († 1917)
- 17 settembre - Maurice Achener, pittore e incisore francese († 1963)
- 17 settembre - George Bacovia, poeta romeno († 1957)
- 17 settembre - Raffaele Chiarolanza, politico italiano († 1969)
- 17 settembre - Eugène Olivier, schermidore francese († 1964)
- 17 settembre - Eugenio Zolli, rabbino italiano († 1956)
- 18 settembre - Jean-Marie-Michel Blois, missionario e arcivescovo cattolico francese († 1946)
- 18 settembre - Piero Folli, presbitero italiano († 1948)
- 18 settembre - Martin Heinrich Gustav Schwantes, botanico e archeologo tedesco († 1960)
- 18 settembre - Pedro Ruiz de los Paños y Ángel, presbitero spagnolo († 1936)
- 18 settembre - Richard Veselý, calciatore boemo
- 19 settembre - Malcolm Duncan, attore teatrale statunitense († 1942)
- 20 settembre - Renée Deliot, sceneggiatrice e produttrice cinematografica francese († 1960)
- 20 settembre - Antti Hackzell, politico finlandese († 1946)
- 20 settembre - Guglielmo Reggiani, allenatore di calcio e dirigente sportivo italiano († 1968)
- 21 settembre - Émile Georget, ciclista su strada e pistard francese († 1960)
- 21 settembre - Andrea Salsedo, anarchico italiano († 1920)
- 21 settembre - George Stadel, tennista statunitense († 1952)
- 22 settembre - Ettore Baranzini, arcivescovo cattolico italiano († 1968)
- 23 settembre - Jindřich Baumruk, calciatore boemo († 1964)
- 23 settembre - Ronald Brebner, calciatore inglese († 1914)
- 23 settembre - Ehrhardt Post, scacchista tedesco († 1947)
- 23 settembre - Jack Reynolds, allenatore di calcio e calciatore inglese († 1962)
- 23 settembre - Luigi Serra, storico dell'arte, critico d'arte e museologo italiano († 1940)
- 24 settembre - Oreste Bilancia, attore italiano († 1945)
- 25 settembre - Thomas Homewood, tiratore di fune britannico († 1945)
- 25 settembre - Lu Xun, scrittore, saggista e poeta cinese († 1936)
- 25 settembre - Tullo Morgagni, giornalista e dirigente sportivo italiano († 1919)
- 26 settembre - Ernst Gräfenberg, medico tedesco († 1957)
- 27 settembre - William Clothier, tennista statunitense († 1962)
- 27 settembre - Michele Vocino, politico italiano († 1965)
- 28 settembre - Luigi Cirenei, militare, compositore e direttore d'orchestra italiano († 1947)
- 28 settembre - Pedro de Cordoba, attore statunitense († 1950)
- 28 settembre - Cesare Gavina, politico e avvocato italiano († 1969)
- 28 settembre - Eugeni d'Ors, scrittore spagnolo († 1954)
- 28 settembre - Eleonora Sears, tennista, giocatrice di squash e giocatrice di polo statunitense († 1968)
- 29 settembre - Behiye Sultan, principessa ottomana († 1948)
- 29 settembre - Alexander Kanoldt, pittore tedesco († 1939)
- 29 settembre - Ludwig von Mises, economista austriaco († 1973)
- 29 settembre - Giuseppe Silicani, militare italiano († 1917)
- 29 settembre - Luigi Suali, indologo, filologo e glottologo italiano († 1957)
- 29 settembre - Luigi Valchera, politico italiano († 1946)

## Ottobre(91)
- 1º ottobre - William Boeing, imprenditore e pioniere dell'aviazione statunitense († 1956)
- 1º ottobre - Louis Laufray, nuotatore e pallanuotista francese († 1970)
- 2 ottobre - Antonio Villar Ponte, politico, scrittore e giornalista spagnolo († 1936)
- 3 ottobre - Arthur Hiller, calciatore tedesco († 1941)
- 4 ottobre - George Aschenbrener, ginnasta e multiplista statunitense († 1952)
- 4 ottobre - Walther von Brauchitsch, generale tedesco († 1948)
- 4 ottobre - Anna Munro, attivista, politica e insegnante scozzese († 1962)
- 4 ottobre - Henry Potter, golfista statunitense († 1955)
- 4 ottobre - André Salmon, poeta francese († 1969)
- 5 ottobre - Benvenuto Benvenuti, pittore italiano († 1959)
- 5 ottobre - Leó Forgács, scacchista ungherese († 1930)
- 5 ottobre - Barbu Lăzăreanu, storico della letteratura, filologo e attivista rumeno († 1957)
- 5 ottobre - Francesco Pianzola, presbitero italiano († 1943)
- 5 ottobre - Robert Stangland, lunghista e triplista statunitense († 1953)
- 6 ottobre - Giuseppe Passigli, giornalista, politico e sindacalista italiano († 1953)
- 8 ottobre - Tom Bundy, tennista statunitense († 1945)
- 8 ottobre - Anton Czerwinski, presbitero polacco († 1938)
- 8 ottobre - Vincenzo Peruggia, decoratore italiano († 1925)
- 9 ottobre - Maurice Hochepied, nuotatore e pallanuotista francese († 1960)
- 9 ottobre - Victor Klemperer, filologo e scrittore tedesco († 1960)
- 9 ottobre - Louise Paget, filantropa britannica († 1958)
- 9 ottobre - Carlo Reina, militare italiano († 1935)
- 9 ottobre - Mario Roselli Cecconi, militare italiano († 1939)
- 10 ottobre - Arthur Johnson Eames, botanico statunitense († 1969)
- 10 ottobre - Gaston Ragueneau, mezzofondista e siepista francese († 1978)
- 11 ottobre - Ada Boni, gastronoma e giornalista italiana († 1973)
- 11 ottobre - Sarah Edwards, attrice britannica († 1965)
- 11 ottobre - Hans Kelsen, giurista e filosofo austriaco († 1973)
- 11 ottobre - Hans-Otto Löwenstein, regista, sceneggiatore e attore austriaco († 1931)
- 11 ottobre - Lewis Fry Richardson, matematico, fisico e meteorologo britannico († 1953)
- 12 ottobre - Adolfo Giuriato, poeta italiano († 1945)
- 12 ottobre - William Nigh, regista, sceneggiatore e attore statunitense († 1955)
- 12 ottobre - Carl Friedrich Roewer, aracnologo tedesco († 1963)
- 13 ottobre - Max Bondi, imprenditore e politico italiano († 1928)
- 13 ottobre - Eugénie Cotton, scienziata francese († 1967)
- 13 ottobre - Kálmán Csathó, scrittore, commediografo e regista teatrale ungherese († 1964)
- 13 ottobre - Karel Kotouč, calciatore boemo († 1922)
- 13 ottobre - Albert Michotte, psicologo belga († 1965)
- 13 ottobre - John Oxley, lunghista statunitense († 1925)
- 13 ottobre - Antonino Parlapiano Vella, politico italiano († 1961)
- 15 ottobre - Maurice Brillant, scrittore e giornalista francese († 1953)
- 15 ottobre - Frederick McCarthy, pistard canadese († 1974)
- 15 ottobre - Morton Schamberg, pittore e fotografo statunitense († 1918)
- 15 ottobre - William Temple, arcivescovo anglicano e teologo inglese († 1944)
- 15 ottobre - P. G. Wodehouse, scrittore inglese († 1975)
- 16 ottobre - Vilhelm Buhl, politico danese († 1954)
- 16 ottobre - István Mudin, discobolo, multiplista e pesista ungherese († 1918)
- 16 ottobre - Bill Orthwein, pallanuotista e nuotatore statunitense († 1955)
- 16 ottobre - Sarah Padden, attrice inglese († 1967)
- 16 ottobre - Dossibai Patell, ginecologa indiana († 1960)
- 17 ottobre - Bruno Fornaciari, funzionario e politico italiano († 1959)
- 17 ottobre - Max Melamerson, imprenditore e ceramista tedesco († 1948)
- 17 ottobre - Achille Vogliano, grecista e papirologo italiano († 1953)
- 18 ottobre - Carlo Broggi, architetto italiano († 1968)
- 18 ottobre - Max Gerson, medico tedesco († 1959)
- 19 ottobre - Francesco Lodesani, scultore italiano († 1953)
- 19 ottobre - Maurice Gignoux, geologo francese († 1955)
- 19 ottobre - Patrick Heeney, compositore irlandese († 1911)
- 20 ottobre - Alex Bell, calciatore scozzese († 1934)
- 20 ottobre - George W. Snedecor, matematico e statistico statunitense († 1974)
- 21 ottobre - George Cane, tuffatore britannico († 1968)
- 21 ottobre - Domenico Colao, pittore italiano († 1943)
- 21 ottobre - Ildebrando Tabarroni, ingegnere civile e imprenditore italiano († 1958)
- 22 ottobre - Clinton Joseph Davisson, fisico statunitense († 1958)
- 23 ottobre - Davide Augusto Albarin, antifascista italiano († 1959)
- 23 ottobre - Charles Armstrong, canottiere statunitense († 1952)
- 23 ottobre - Gyula Kiss, allenatore di calcio, calciatore e arbitro di calcio ungherese († 1945)
- 23 ottobre - John Lyttelton, IX visconte Cobham, politico e ufficiale inglese († 1949)
- 23 ottobre - Adelina Otero-Warren, attivista e politica statunitense († 1965)
- 23 ottobre - Harry Stiff, tiratore di fune britannico († 1939)
- 24 ottobre - Julien Josephson, sceneggiatore statunitense († 1959)
- 24 ottobre - Giovanni Preziosi, politico italiano († 1945)
- 25 ottobre - Percy Hagerman, lunghista e triplista canadese († 1960)
- 25 ottobre - Pablo Picasso, pittore e scultore spagnolo († 1973)
- 26 ottobre - Anders Andersen, lottatore danese († 1961)
- 26 ottobre - Louis Bastien, pistard e schermidore francese († 1963)
- 26 ottobre - Tim Coleman, calciatore inglese († 1940)
- 26 ottobre - Julius Frey, nuotatore tedesco († 1960)
- 26 ottobre - Margaret Wycherly, attrice britannica († 1956)
- 27 ottobre - Edvard Larsen, triplista norvegese († 1914)
- 28 ottobre - Glauco Lombardi, antiquario e giornalista italiano († 1970)
- 28 ottobre - Bruno Söderström, astista, altista e giavellottista svedese († 1969)
- 29 ottobre - John DeWitt, martellista statunitense († 1930)
- 29 ottobre - Niels Christian Ditleff, diplomatico norvegese († 1956)
- 29 ottobre - Enrico Pea, poeta, scrittore e drammaturgo italiano († 1958)
- 30 ottobre - Lena Christ, scrittrice tedesca († 1920)
- 30 ottobre - Pietro Dodero, pittore e incisore italiano († 1967)
- 31 ottobre - Ettore Castelli, vescovo cattolico italiano († 1945)
- 31 ottobre - Eugen Lovinescu, critico letterario, storico e scrittore rumeno († 1943)
- 31 ottobre - Jimmy McIntyre, calciatore e allenatore di calcio inglese († 1954)
- 31 ottobre - Toshizō Nishio, militare giapponese († 1960)

## Novembre(81)
- 1º novembre - Leonid Leonidovič Sabaneev, musicologo, critico musicale e compositore russo († 1968)
- 3 novembre - Bernardo De Muro, tenore italiano († 1955)
- 3 novembre - George Mehnert, lottatore statunitense († 1948)
- 3 novembre - Gian Carlo Stucky, imprenditore e dirigente d'azienda svizzero († 1941)
- 4 novembre - Carlo Aru, storico dell'arte italiano († 1954)
- 4 novembre - Carlo Chiarlo, cardinale e arcivescovo cattolico italiano († 1964)
- 4 novembre - Adelaide Coari, insegnante e sindacalista italiana († 1966)
- 4 novembre - Gaby Deslys, attrice, cantante e ballerina francese († 1920)
- 4 novembre - Otto Wille Kuusinen, diplomatico, politico e critico letterario finlandese († 1964)
- 5 novembre - Nikolaj Aleksandrovič Kulikovskij, ufficiale russo († 1958)
- 5 novembre - Edward Spencer, marciatore britannico († 1965)
- 6 novembre - Fratelli Collyer, statunitense († 1947)
- 6 novembre - Marie-Luise Dissard, partigiana francese († 1957)
- 6 novembre - Generoso del Santissimo Crocifisso, presbitero e teologo italiano († 1966)
- 6 novembre - Otozō Yamada, generale giapponese († 1965)
- 7 novembre - Miroslav Havel, compositore di scacchi cecoslovacco († 1958)
- 7 novembre - Federico Ernesto Mariscal Piña, architetto messicano († 1971)
- 7 novembre - Sergej Dmitrievič Merkurov, scultore russo († 1952)
- 7 novembre - Giuseppe Saitta, filosofo e storico della filosofia italiano († 1965)
- 7 novembre - Guido Segre, imprenditore e funzionario italiano († 1945)
- 8 novembre - Robert Esnault-Pelterie, ingegnere francese († 1957)
- 8 novembre - Jacob Fleck, regista, sceneggiatore e produttore cinematografico austriaco († 1953)
- 8 novembre - Clarence Gagnon, pittore e incisore canadese († 1942)
- 11 novembre - Leo Gestel, pittore olandese († 1941)
- 11 novembre - Julius Hartmann, fisico danese († 1951)
- 11 novembre - Jacob Hergenhahn, ginnasta e multiplista tedesco († 1966)
- 11 novembre - Uberto Palmarini, attore italiano († 1942)
- 12 novembre - Oscar Di Giamberardino, ammiraglio italiano († 1960)
- 12 novembre - Ulrich von Hassell, diplomatico tedesco († 1944)
- 12 novembre - Maximilian von Weichs, generale tedesco († 1954)
- 13 novembre - Rudolf Minger, politico svizzero († 1955)
- 14 novembre - Hugo Blaschke, dentista tedesco († 1959)
- 14 novembre - René Tartara, nuotatore e pallanuotista francese († 1922)
- 15 novembre - Franklin P. Adams, giornalista e scrittore statunitense († 1960)
- 15 novembre - Attilio Formenti, calciatore italiano († 1962)
- 16 novembre - Domenico Alaleona, organista, compositore e critico musicale italiano († 1928)
- 16 novembre - Joel Henry Hildebrand, chimico statunitense († 1983)
- 16 novembre - Hugo Meisl, calciatore e allenatore di calcio austriaco († 1937)
- 17 novembre - Eugène Besse, maratoneta francese († 1919)
- 17 novembre - Nazzareno De Angelis, basso italiano († 1962)
- 17 novembre - Gino Pieri, medico, partigiano e politico italiano († 1952)
- 17 novembre - Mary Harriman Rumsey, attivista e funzionario statunitense († 1934)
- 18 novembre - Gösta Åsbrink, ginnasta e pentatleta svedese († 1966)
- 18 novembre - Nikolaj Sergeevič Žiljaev, docente e musicologo russo († 1938)
- 19 novembre - Alessandro Levi, giurista, filosofo e antifascista italiano († 1953)
- 20 novembre - Flavio Bonanni, pittore italiano († 1966)
- 20 novembre - Pietro Arnaldo Terzi, politico e militare italiano († 1944)
- 20 novembre - Irak'li Ts'ereteli, politico georgiano († 1959)
- 21 novembre - Giulio Bergmann, politico italiano († 1956)
- 21 novembre - Domenico Buratti, pittore, poeta e illustratore italiano († 1960)
- 21 novembre - Francesco Calvo Burillo, presbitero spagnolo († 1936)
- 21 novembre - Guglielmo Ciarlantini, pittore e architetto italiano († 1959)
- 22 novembre - Ismail Enver, generale e politico ottomano († 1922)
- 22 novembre - Heinrich von Ficker, meteorologo, geofisico e alpinista austriaco († 1957)
- 22 novembre - Fred Grinham, pistard statunitense († 1972)
- 22 novembre - Maurice Macaire, calciatore francese
- 22 novembre - Felice Mignone, politico e avvocato italiano († 1964)
- 22 novembre - John Montgomery, cavaliere e giocatore di polo statunitense († 1948)
- 23 novembre - Edward Atkinson, chirurgo e esploratore britannico († 1929)
- 24 novembre - Al Christie, regista, sceneggiatore e produttore cinematografico canadese († 1951)
- 24 novembre - Luigi Cova, politico italiano († 1969)
- 24 novembre - Ricciotti Garibaldi jr, militare e agente segreto italiano († 1951)
- 24 novembre - Robert Latouche, medievista francese († 1973)
- 25 novembre - Papa Giovanni XXIII, papa, cardinale e patriarca cattolico italiano († 1963)
- 26 novembre - Gaetano Cicognani, cardinale, arcivescovo cattolico e diplomatico italiano († 1962)
- 26 novembre - Lou Tellegen, attore, regista e sceneggiatore olandese († 1934)
- 26 novembre - Tadeusz Tomaszewski, politico polacco († 1950)
- 27 novembre - Ejler Allert, canottiere danese († 1959)
- 27 novembre - Jenő Erdélyi, schermidore ungherese († 1971)
- 27 novembre - Gregorio Maltzeff, pittore russo († 1953)
- 27 novembre - Francesco Orsini, giornalista e letterato italiano († 1924)
- 28 novembre - Henri Beau, calciatore francese († 1928)
- 28 novembre - Cecil Healy, nuotatore australiano († 1918)
- 28 novembre - Stefan Zweig, scrittore, drammaturgo e giornalista austriaco († 1942)
- 29 novembre - Hermann Ehrhardt, militare e terrorista tedesco († 1971)
- 29 novembre - Artur Phleps, generale tedesco († 1944)
- 30 novembre - Horacio Álvarez Mesa, scrittore e politico spagnolo († 1936)
- 30 novembre - Roger Cousinet, pedagogista francese († 1973)
- 30 novembre - Alfredo Cuscinà, compositore italiano († 1955)
- 30 novembre - Andrea Glavina, politico e scrittore italiano († 1925)
- 30 novembre - Andrea Nicola, calciatore italiano († 1936)

## Dicembre(74)
- 1º dicembre - Bruto Castellani, attore italiano († 1933)
- 2 dicembre - Heinrich Barkhausen, fisico tedesco († 1956)
- 2 dicembre - Giovanni Pallastrelli, politico e agronomo italiano († 1959)
- 3 dicembre - David Kneeland, maratoneta statunitense († 1948)
- 3 dicembre - Philipp Nauß, calciatore austriaco († 1958)
- 3 dicembre - Ernst Rosell, tiratore a segno svedese († 1953)
- 3 dicembre - Francesco Repaci, avvocato e politico italiano († 1953)
- 4 dicembre - Felice Nazzaro, pilota automobilistico italiano († 1940)
- 4 dicembre - Erwin von Witzleben, generale tedesco († 1944)
- 5 dicembre - Vincenzo Azzolini, banchiere italiano († 1967)
- 5 dicembre - René Cresté, attore, regista e produttore cinematografico francese († 1922)
- 5 dicembre - György Pallavicini, nobile, politico e militare ungherese († 1946)
- 6 dicembre - Helen Aitchison, tennista britannica († 1947)
- 6 dicembre - Angiolo Vannetti, scultore italiano († 1962)
- 6 dicembre - Piet Jan Willekens, missionario e vescovo cattolico olandese († 1971)
- 7 dicembre - Giuseppe Amisani, pittore italiano († 1941)
- 7 dicembre - Alberto Calza Bini, architetto e pittore italiano († 1957)
- 7 dicembre - Maria Pia Mastena, religiosa e beata italiana († 1951)
- 8 dicembre - Ernest Beaux, profumiere francese († 1961)
- 8 dicembre - Padraic Colum, poeta, romanziere e drammaturgo irlandese († 1972)
- 8 dicembre - Albert Gleizes, pittore, disegnatore e incisore francese († 1953)
- 8 dicembre - Marcello Piacentini, architetto e urbanista italiano († 1960)
- 8 dicembre - John Ernest Williamson, fotografo, regista e produttore cinematografico britannico († 1966)
- 9 dicembre - Werner von der Schulenburg, scrittore tedesco († 1958)
- 12 dicembre - Vincent Hugo Bendix, inventore e imprenditore statunitense († 1945)
- 12 dicembre - Doris Keane, attrice statunitense († 1945)
- 12 dicembre - Jan Trojgo, presbitero bielorusso († 1932)
- 12 dicembre - Arie van der Velden, velista olandese († 1967)
- 12 dicembre - Harry Warner, produttore cinematografico statunitense († 1958)
- 13 dicembre - Elsie Dalyell, medico australiano († 1948)
- 13 dicembre - Yngve Larsson, politico svedese († 1977)
- 14 dicembre - Charles Campbell, velista britannico († 1948)
- 14 dicembre - James W. Horne, regista cinematografico, sceneggiatore e attore statunitense († 1942)
- 14 dicembre - Katherine MacDonald, attrice e produttore cinematografico statunitense († 1956)
- 14 dicembre - Howard Valentine, mezzofondista e velocista statunitense († 1932)
- 15 dicembre - Eugen Bolz, politico tedesco († 1945)
- 15 dicembre - Charles De Fernex, calciatore italiano († 1919)
- 15 dicembre - Curt Haase, generale tedesco († 1943)
- 16 dicembre - Mary De Garis, medico australiano († 1963)
- 16 dicembre - Henri-Fernand Dentz, generale francese († 1945)
- 17 dicembre - Francisca Aldea Araujo, religiosa spagnola († 1936)
- 17 dicembre - Yngvar Bryn, velocista e pattinatore artistico su ghiaccio norvegese († 1947)
- 17 dicembre - Stella LeSaint, attrice statunitense († 1948)
- 17 dicembre - Jan Sluijters, pittore olandese († 1957)
- 19 dicembre - Giovanni Floriano Banelli, dirigente d'azienda e politico italiano († 1956)
- 19 dicembre - John Fraser, calciatore canadese († 1959)
- 20 dicembre - Branch Rickey, giocatore di baseball, allenatore di baseball e dirigente sportivo statunitense († 1965)
- 21 dicembre - Pat Hartigan, attore e regista statunitense († 1951)
- 21 dicembre - Mario Mascagni, direttore d'orchestra e compositore italiano († 1948)
- 22 dicembre - Maurice Goudard, ingegnere e inventore francese († 1948)
- 22 dicembre - William Milbourne James, ammiraglio britannico († 1973)
- 22 dicembre - Alberts Kviesis, politico lettone († 1944)
- 22 dicembre - Carlo Nenci, politico italiano († 1956)
- 22 dicembre - Otto Roissner, ginnasta e multiplista statunitense († 1951)
- 23 dicembre - Luciano Fantoni, politico italiano († 1967)
- 23 dicembre - Thorleif C. Henriksen, compositore di scacchi norvegese († 1944)
- 24 dicembre - Delfina Bunge, scrittrice, poetessa e saggista argentina († 1952)
- 24 dicembre - Charles Wakefield Cadman, compositore, critico musicale e giornalista statunitense († 1946)
- 24 dicembre - Alfredo Gollini, ginnasta italiano († 1957)
- 24 dicembre - Juan Ramón Jiménez, poeta spagnolo († 1958)
- 25 dicembre - Victor Abeloos, pittore belga († 1965)
- 25 dicembre - Vladimir Balljuzek, regista cinematografico russo († 1956)
- 25 dicembre - John Dill, generale britannico († 1944)
- 25 dicembre - Samuel Shipman, commediografo statunitense († 1937)
- 26 dicembre - Thomas Lewis, medico e cardiologo britannico († 1945)
- 26 dicembre - Aniela Zagórska, traduttrice polacca († 1943)
- 27 dicembre - Maria Teresa Fasce, religiosa italiana († 1947)
- 27 dicembre - António Granjo, politico portoghese († 1921)
- 29 dicembre - Scott Leary, nuotatore statunitense († 1958)
- 29 dicembre - Enrico Mastracchi, giornalista, sindacalista e politico italiano († 1945)
- 29 dicembre - Paul Rosenberg, mercante d'arte e gallerista francese († 1959)
- 29 dicembre - Jules Védrines, aviatore francese († 1919)
- 29 dicembre - Jess Willard, pugile statunitense († 1968)
- 31 dicembre - Max Pechstein, pittore e incisore tedesco († 1955)

## Senza giorno specificato(83)
- Piero Aloisi, mineralogista italiano († 1938)
- Feliciano Ama, rivoluzionario salvadoregno († 1932)
- Hipólito Villa, generale messicano († 1964)
- René Arcos, poeta e scrittore francese († 1959)
- Adolfo Balduini, pittore, scultore e incisore italiano († 1957)
- Emilio Banfi, mezzofondista italiano
- Genevieve Behrend, scrittrice francese († 1960)
- Adriana Bisi Fabbri, pittrice italiana († 1918)
- Achille Bologna, fotografo italiano († 1958)
- Emma Bonazzi, pittrice, disegnatrice e illustratrice italiana († 1959)
- Attilio Botti, politico e antifascista italiano († 1946)
- Yosef Haim Brenner, scrittore israeliano († 1921)
- Charlie Brooks, pistard britannico († 1937)
- Mary P. Burrill, drammaturga statunitense († 1946)
- Antonio Buzzi, imprenditore italiano († 1951)
- Umberto Calzoni, archeologo italiano († 1959)
- Pio Campa, attore e impresario teatrale italiano († 1964)
- Boy Capel, giocatore di polo britannico († 1919)
- Angela Carugati, pittrice italiana († 1977)
- Tito Chella, matematico italiano († 1923)
- Eugène Choisel, ostacolista e lunghista francese († 1946)
- Gina Ciaparelli, soprano italiano († 1936)
- Giovanni Colletto, presbitero e scrittore italiano († 1953)
- Innocenzo Costantini, ingegnere italiano († 1962)
- Oscar De Cock, canottiere belga
- Giovanni Del Lungo, traduttore e dialoghista italiano († 1961)
- Albert Demolon, agronomo francese († 1954)
- Benoît Duval, attore francese
- Minnie Egener, mezzosoprano statunitense († 1938)
- Sid Evans, pugile britannico († 1927)
- Jacques Faitlovitch, orientalista e attivista polacco († 1955)
- Gennaro Fantastico, pittore e cantante italiano († 1958)
- George Finnegan, pugile statunitense († 1913)
- Henri Focillon, storico dell'arte, incisore e poeta francese († 1943)
- Nils Fougstedt, artigiano, scultore e illustratore svedese († 1954)
- Olga Fröbe-Kapteyn, attivista olandese († 1962)
- Fu Zhensong, artista marziale cinese († 1953)
- Cecilia Gagliardi, soprano italiano
- Henrik Galeen, sceneggiatore, regista e attore austriaco († 1949)
- Oreste Garaccioni, pittore italiano
- Karl Groß, calciatore austriaco
- Mario Guaita-Ausonia, attore e regista italiano († 1956)
- Ettore Guizzardi, pilota automobilistico italiano († 1963)
- Harrish Ingraham, attore, regista e sceneggiatore britannico
- Giovanni Ippolito, militare italiano († 1916)
- Isabel Ramírez Castañeda, archeologa, antropologa e etnologa messicana († 1943)
- Ruben Pavlovič Katanjan, funzionario sovietico († 1966)
- Vojislav Kecmanović, politico bosniaco († 1961)
- Wilhelm Klemm, poeta tedesco († 1968)
- Halil Kut, militare ottomano († 1957)
- Carlo Lari, regista, critico teatrale e scrittore italiano († 1958)
- Edmund Lawrence, attore teatrale e regista cinematografico statunitense († 1944)
- Otto Lindig, ceramista tedesco († 1966)
- Moishe Lowcki, scacchista polacco († 1940)
- Carlo Maserati, ingegnere italiano († 1910)
- Léonard Melki, religioso libanese († 1915)
- Miangul Abdul Wadud, principe indiano († 1971)
- René Mortiaux, bobbista belga
- Athos Rogero Natali, pittore, scenografo e attore italiano († 1976)
- Francis Gladheim Pease, astronomo statunitense († 1938)
- Mario Pedrina, allenatore di calcio e calciatore italiano († 1977)
- Kristian Prestrud, militare e esploratore norvegese († 1927)
- Teixeira Rego, filosofo, scrittore e giornalista portoghese († 1934)
- Luigi Roncagli, presbitero italiano († 1951)
- Mario Roncoroni, attore e regista cinematografico italiano († 1953)
- Angelo Rossi, pittore italiano († 1967)
- Rudol'f Lazarevič Samojlovič, esploratore e geografo sovietico († 1939)
- Percy Sands, calciatore inglese († 1965)
- Oskar Scheibel, ingegnere austriaco († 1953)
- Garrett Serviss, altista e triplista statunitense († 1907)
- Ivan Nikitič Smirnov, rivoluzionario e politico russo († 1936)
- George Stacey, calciatore inglese († 1972)
- Anton Steinmaier, alpinista austriaco († 1928)
- Louise Vale, attrice statunitense († 1918)
- Ferruccio Vannoni, intagliatore, restauratore e pittore italiano († 1965)
- Michail Evgen'evič Verner, regista cinematografico russo († 1941)
- Vjačeslav Kazimirovič Viskovskij, regista cinematografico russo († 1933)
- Eugenio Viti, pittore e scenografo italiano († 1952)
- Hysen Vrioni, politico albanese († 1944)
- Edward Washburn, chimico statunitense († 1934)
- Lodovico Zambeletti, pittore italiano († 1966)
- Veniamin Pavlovič Žechovskij, astronomo russo († 1975)
- Hamdan bin Zayed Al Nahyan, sovrano emiratino († 1922)